# Mont-Godinne
Mont-Godinne (en wallon Mont-dlé-Gôdene) est un double village, Godinne en bord de Meuse et Mont qui la surplombe de 80 mètres, se trouvant dans une boucle du fleuve (rive droite), entre Yvoir et Namur. Il fait aujourd'hui administrativement partie de la commune et ville d'Yvoir, dans la province de Namur (Région wallonne de Belgique).

## Historique
Les anciennes communes de Mont et Godinne furent regroupées en une seule lors d'une première fusion des communes (1965) qui prit alors le seul nom de Godinne. La grande fusion des communes de 1977 intégra alors Godinne dans la commune d'Yvoir, en même temps que les autres communes de l'entité (Houx, Evrehailles, Purnode, Spontin, Durnal, Dorinne).
Le nom original de « Mont sur Meuse » est parfois encore employé, et visible sur certaines plaques de signalisations routières.
Le nom de « Mont-Godinne » est encore trop souvent employé par abus de langage, en raison de la proximité des cliniques universitaires de Mont-Godinne.

## Patrimoine

### Édifices
Le Centre hospitalier universitaire de Mont-Godinne est une importante clinique rattachée à l'Université catholique de Louvain ; le complexe, qui était autrefois un sanatorium, se trouve juché en haut d'un versant de la vallée de la Meuse. 
L'ancien sanatorium, richement décoré a été réduit a l'état de ruine lors de bombardements de la Seconde Guerre mondiale ; reconstruit après-guerre et placé sous le patronage des sœurs augustines, l'établissement devint une clinique universitaire liée à l'Université catholique de Louvain dans les années 1960.

### Sites
Le site de Mont est particulièrement intéressant du point de vue spéléologique : on y répertorie de nombreux chantoirs, pertes, dolines et grottes ; en particulier : le trou du Ry, le trou Wéron découvert vers 1940, le trou de l’Église exploré en 1950 avec une profondeur de 85 mètres, etc.

### Personnalités liées à la localité
- Le chanteur congolais Franco Luambo est mort dans la localité.